# 勐皋
勐皋（英語：或Mongngawt），另译孟奥，是缅甸掸邦皎梅县皎梅镇区下辖的一个镇。该镇处于黑色地带，外人无法访问。居民大多为佛教徒，也有少量的基督徒和穆斯林。该镇有一座横跨南辛河（Nam Sim）的100英尺长的大桥。该桥有100多年的历史，是连接勐皋和皎梅的唯一通道，该桥由英国人修建，这是英国人在缅甸殖民地留在当地的唯一建筑，同时也是该地的唯一桥梁，该地几乎没有政府修建的基础设施。
2024年1月3日，1027行动期间，德昂民族解放军声称已经控制了该镇。